# Heteropsis cowani
Heteropsis cowani is een vlinder uit de familie van de Nymphalidae, uit de onderfamilie van de Satyrinae. De wetenschappelijke naam van deze soort is voor het eerst voorgesteld als Pseudonympha cowani door Arthur Gardiner Butler in een publicatie uit 1880.
De soort komt voor in de bossen van Madagaskar.